# 去美元化
去美元化是指各国减少对美元的依賴，例如不以美元作為储备货币、交易媒介或会计计量单位。 支持去美元化的論點一定程度上與支持人民币国际化或支持數位資產比如比特幣有关。

## 交易去美元化
2023年3月，在俄羅斯被踢出美元結算體系後，人民币在中国跨境交易中的使用首次超过美元，人民币在中国跨境收支中的占比从2010年接近零升至2023年3月底创纪录的48%。美元在中國貿易中同一时期的占比从83%下降至47%。 事實上，中俄早在2010年就不使用美金了。同時2023年起，中國大陸、巴西之間也不再使用美元進行貿易結算。2023年7月15日，阿联酋和印度決定双方将使用本国货币进行跨境交易。至於在中東，美元是石油出口的穩定標價單位，以至於去美元化比較困難，相對匯率一直以來的堅挺保值，比如伊拉克人連生活上也是比本幣更有利的選擇，都常見各地人們使用美現金交易，但人民幣等等逐漸建立信心與外幣的供應增加後，也讓中東等國考慮減少使用美金。
2024年，在俄羅斯喀山金磚國家會議上，通過《金磚國家領導人第十六次會晤喀山宣言》，鼓勵促進本幣結算，責成金磚國家的各財長和央行行長繼續研究本幣合作、支付工具和平台，提及「跨境支付系統」及「金磚國家證券存托結算基礎設施」，俄方更倡議多邊改用金磚幣、開放的「BRICS Bridge」等。中南財經政法大學兼職教授譚浩俊直言，這次直擊「美元霸權」這個開發中國家的頭痛枷鎖，但搞新系統也並非要取代SWIFT，更多像是提供各國一種選擇，而且各地學者稱，因為涉及金磚成員各方的利益，必須有讓各方都能相對接受的方案，由於金磚各國利益差距比歐美內部更大，其實也不是很容易協調好，香港金融媒體指，從金磚支付概念其實已經在以往倡導多年，再到此次會議成員官階不高，就知道還有很長的建設要走。另外比如目前國際的SWIFT，美國清算所銀行間支付系統（CHIPS）已做好競爭準備，還在提高交易速度與手續優惠，還有歐元的T2等等這些工具，仍受貿易參與人器重，想要在基建水平與信任度上獲得同等青睞採用，也是突破的困難之處。

## 儲備與投資方面
2024年6月25日，大西洋理事会地缘经济中心的一项研究，全球58%的外汇储备仍以美元计价，美元占出口交易的54%和外汇交易的88%。显示統計美元作为世界主要储备货币的地位仍穩固，所谓的金砖国家未能降低美元的全球作用，美元继续在全球外汇储备、交易账户和外汇交易中占据主导地位。报告指出，相對交易的弱化，美金在儲存、佈局資產方面的地位，還是很堅韌的，不過這種美國政府都要遵守自己的遊戲規則，而長期建立的美元信用正在減弱，也面臨政治與人為挑戰。另据国际货币基金组织的数据，比較令人注意的是，欧元、日元和英镑沒有起到直接競爭的勢頭，反而包括澳元、加元、人民币、韩元等經濟強國的貨幣，以及小型开放经济体新加坡元等的非传统货币作用正在上升，反映的是外匯存款多元化、分散風險。IMF指出，现今全球外汇储备的近60%是以美元持有，虽然比2000年的70%左右有所下降，但美國的法治保障、強韌的創新、經濟投資標的多，以及美元現金在國際的流通程度，使得每個人在繼續持有美元資產的決心程度，仍然远远高于任何竞争对手，并未受到威胁。目前各國最喜好的貨幣中，其次是欧元（约20%），随后是日元和英镑。国际货币基金组织将人民币纳入其储备货币的7年期间，人民币所占份额有不少進步，但總體比例仅为2.3%。

## 反對
2024年11月30日，美國總統當選人唐納德·特朗普公開威脅金磚國家若嘗試使用其它貨幣取代美元或削弱美元的地位，將面臨被美國政府加徵100%關稅的懲罰措施。南非政府作出回应，表示没有计划创建所谓的金砖国家货币，有关该集体将创建一种新货币的报道是错误说法。南非国际关系与合作部表示，金砖国家内部的讨论重点是成员国使用本国货币进行贸易，该集团的新开发银行继续依赖美元进行投资，南非支持在国际贸易和金融交易中更多地使用本国货币，以减轻外汇波动的影响，而不是专注于去美元化。